# Rodiatura
La rodiatura è il trattamento superficiale, attraverso elettrolisi, effettuato mediante un sale del rodio. 

Il trattamento della rodiatura viene usato per dare più brillantezza all'oro bianco, argento e accessori moda.
La rodiatura può essere utilizzata anche su oggetti in argento per aumentarne la lucentezza e la resistenza ad abrasione e ossidazione.
Una volta lavati vanno sgrassati con una sostanza sgrassante a base di soda, passati in acqua corrente poi neutralizzati in acqua e acido solforico (acqua 70% acido30%). Con la rodiatura, l'oro, l'argento e metalli non nobili sono perfettamente rivestiti da un sottilissimo strato di rodio (metallo del gruppo del cobalto) per mezzo di bagno galvanico.